# MAGNUMTRIO
MAGNUMTRIO（マグナムトリオ）は、日本のフルート奏者3人によるアンサンブル。
2006年、東京藝術大学在学中に結成。多久潤一朗、神田勇哉、梶原一紘による次世代型フルートアンサンブル。
通常のフルートに加えピッコロ、アルトフルートやバスフルート、コントラバスフルートなどの特殊管、また尺ルート、リコーダーヘッドジョイント、スライドヘッドジョイント、コタトビーモードなどの改造頭部管を使う。
フルートという楽器のイメージからは想像し得ない音響を生み出す様々な特殊奏法や超絶技巧を駆使するその特異なスタイルのパフォーマンスは世界的に注目を集め、日本各地はもとより、イギリス、カナダ、ロシア、韓国など様々な国からオファーを受け、公演を行った。
また2015年には新国立美術館『オルセー美術館展』公式タイアップアーティストとして多数のライブを行い、CM曲を提供した。